# メンフィス市長
メンフィス市長（英語:  mayor of Memphis）は、アメリカ合衆国テネシー州の都市 メンフィスの首長（市長）である。
| 氏名                                | 任期            |
| ----------------------------------- | --------------- |
| マーカス・B・ウィンチェスター       | 1827年 - 1829年 |
| アイザック・ローリングス            | 1829年 - 1831年 |
| セス・ホイートリー                  | 1831年 - 1832年 |
| ロバート・ローレンス                | 1832年 - 1833年 |
| アイザック・ローリングス            | 1833年 - 1836年 |
| イーノック・バンクス                | 1836年 - 1837年 |
| ジョン・H・モーガン                 | 1837年 - 1838年 |
| イーノック・バンクス                | 1838年 - 1839年 |
| トーマス・ディクソン                | 1839年 - 1841年 |
| ウィリアム・スピッカーネイグル      | 1841年 - 1842年 |
| エドウィン・ヒックマン              | 1842年 - 1845年 |
| ジェシー・J・フィンリー             | 1845年 - 1846年 |
| エドウィン・ヒックマン              | 1846年 - 1847年 |
| イーノック・バンクス                | 1847年 - 1848年 |
| ガードナー・E・ロック               | 1848年 - 1849年 |
| エドウィン・ヒックマン              | 1849年 - 1852年 |
| A・B・テイラー                      | 1852年 - 1855年 |
| A・H・ダグラス                      | 1855年 - 1856年 |
| T・B・キャロル                      | 1856年 - 1857年 |
| R・D・ボー                          | 1857年 - 1861年 |
| ジョン・パーク                      | 1861年 - 1864年 |
| トーマス・H・ハリス                 | 1864年          |
| チャニング・リチャーズ              | 1864年 - 1865年 |
| ジョン・パーク                      | 1865年 - 1866年 |
| ウィリアム・ロフランド              | 1866年 - 1868年 |
| マクダヴィット                      | 1868年          |
| ジョン・W・レフトウィッチ           | 1868年 - 1869年 |
| J・T・スウェイン                    | 1869年          |
| ジョン・W・レフトウィッチ           | 1869年 - 1870年 |
| ジョン・ジョンソン                  | 1870年 - 1874年 |
| ジョン・ローグ                      | 1874年 - 1876年 |
| ジョン・R・フリッピン               | 1876年 - 1879年 |
| (空席)                              | 1879年 - 1895年 |
| W・L・クラップ                      | 1895年 - 1898年 |
| J・J・ウィリアムズ                  | 1898年 - 1906年 |
| ジェームズ・H・マローン             | 1906年 - 1910年 |
| E・H・クランプ                      | 1910年 - 1915年 |
| ジョージ・C・ラヴ                   | 1915年 - 1916年 |
| トーマス・C・アシュクロフト         | 1916年 - 1917年 |
| ハリー・H・リッティ                 | 1917年 - 1918年 |
| フランク・L・モントヴァード         | 1918年 - 1919年 |
| ロウレット・ペイン                  | 1920年 - 1927年 |
| ワトキンス・オーヴァートン          | 1928年 - 1939年 |
| E・H・クランプ                      | 1940年          |
| ジョゼフ・パトリック・ボイル        | 1940年          |
| ウォルター・チャンドラー            | 1940年 - 1946年 |
| ジョゼフ・パトリック・ボイル        | 1946年          |
| シルヴァナス・W・ポーク・シニア     | 1946年 - 1947年 |
| ジェームズ・J・プレザンツ・ジュニア | 1947年 - 1949年 |
| ワトキンス・オーヴァートン          | 1949年 - 1953年 |
| フランク・T・トビー                 | 1953年 - 1955年 |
| ウォルター・チャンドラー            | 1955年          |
| エドマンド・オージル                | 1956年 - 1959年 |
| ヘンリー・ローブ                    | 1960年 - 1963年 |
| クロード・アーマー                  | 1963年          |
| ウィリアム・B・イングラム           | 1963年 - 1967年 |
| ヘンリー・ローブ                    | 1968年 - 1971年 |
| J・ワイス・チャンドラー             | 1972年 - 1982年 |
| J・O・パターソン・ジュニア          | 1982年          |
| ウォレス・メイドウェル              | 1982年          |
| リチャード・ハケット                | 1982年 - 1991年 |
| W・W・ヘレントン                    | 1992年 - 2009年 |
| マイロン・ロウリー                  | 2009年（臨時）  |
| A・C・ウォートン                    | 2009-2015       |
| ジム・スティックランド              | 2016–2024       |
| Paul Young                          | 2024–present    |